# Ekşili köfte
Ekşili köfte (en turc Mandonguilles amb agre) o terbiyeli sulu köfte sòn unes pilotes de carn amb arròs en un brou agre. És similar a sulu köfte, però sulu köfte és un estofat amb salça, aquesta és més aviat una sopa (çorba) amb mandonguilles (köfte) dins del brou. El brou d'aquest plat es prepara amb "terbiye" (una mena de salsa) que consta de suc de llimona amb rovell d'ou, que s'afegeix a l'olla en l'últim minut de cocció. Aquest plat té una versió grega, amb el nom de "yuvarlak", paraula turca que significa "rodó".